# Sociedad Deportiva Zamudio
Sociedad Deportiva Zamudio es un club de fútbol vasco de la localidad de Zamudio. Fundado en 1943, en el Grupo IV de la Tercera Federación. Su estadio es Gazituaga, con una capacidad cercana a los 1000 espectadores.

## Trayectoria
| Temporada | Grupo | División   | Posición | Copa del Rey |
| --------- | ----- | ---------- | -------- | ------------ |
| 1943–1994 | 5     | Regional   | —        |              |
| 1994/95   | 4     | 3.ª        | 10º      |              |
| 1995/96   | 4     | 3.ª        | 2º       |              |
| 1996/97   | 3     | 2ªB        | 18º      |              |
| 1997/98   | 4     | 3.ª        | 15º      |              |
| 1998/99   | 4     | 3.ª        | 19º      |              |
| 1999/00   | 5     | Div. Honor | —        |              |
| 2000/01   | 4     | 3.ª        | 5º       |              |
| 2001/02   | 4     | 3.ª        | 15º      |              |
| 2002/03   | 5     | Div. Honor | 1º       |              |
| 2003/04   | 4     | 3.ª        | 11º      |              |
| 2004/05   | 4     | 3.ª        | 5º       |              |

| Temporada | Grupo | División   | Posición | Copa del Rey  |
| --------- | ----- | ---------- | -------- | ------------- |
| 2005/06   | 4     | 3.ª        | 16º      |               |
| 2006/07   | 5     | Div. Honor | 1º       |               |
| 2007/08   | 4     | 3.ª        | 4º       |               |
| 2008/09   | 4     | 3.ª        | 9º       |               |
| 2009/10   | 4     | 3.ª        | 9º       |               |
| 2010/11   | 4     | 3.ª        | 15º      |               |
| 2011/12   | 4     | 3.ª        | 9º       |               |
| 2012/13   | 4     | 3.ª        | 9º       |               |
| 2013/14   | 4     | 3.ª        | 8º       |               |
| 2014/15   | 4     | 3.ª        | 11º      |               |
| 2015/16   | 4°    | 3°         | 1°       |               |
| 2016/17   | 2°    | 2°B        | 20°      | Primera Ronda |
| 2017/18   | 4     | 3°         |          |               |
| 2018/19   | 4     | 3°         |          |               |
| 2019/20   | 1     | Div. Honor |          |               |

- 2 temporadas en Segunda División B de España
- 16 temporadas en Tercera División de España